# Сатрапская Армения
Сатра́пская Армения либо Нахара́рская Армения (арм. Սատրապական Հայաստան или арм. Նախարարական Հայաստան) — юго-западная часть Великой Армении, входившая в состав Римской империи после её завоевания в 363—368 гг. Включала бассейны верхнего течения западного Тигра и нижнего течения Арацани. Состояла из пяти фактически самостоятельных сатрапий (княжеств).